# Distrito de Al Ghaydah
El Distrito de Al Ghaydah (en árabe: مديرية الغيضة‎) es un distrito de la Gobernación de Al Mahrah, Yemen. A partir de 2003, el distrito tenía una población de 27.404 habitantes.
El clima es caluroso. La temperatura promedio es de 29 °C. El mes más cálido es mayo, con 34 °C, y el más frío enero, con 23 °C. La precipitación media es de 63 milímetros por año. El mes más lluvioso es julio, con 16 milímetros de lluvia, y marzo el menos lluvioso, con 1 milímetro.